# Vought
Vought ist eine US-amerikanische Unternehmensgruppe im Flugzeugbau. Das Unternehmen wurde ursprünglich 1917 gegründet und zuletzt 2010 von der Triumph-Gruppe übernommen und trägt derzeit den Namen Triumph Aerostructures-Vought Aircraft Division.

## Geschichte

### Lewis and Vought Corporation (1917–1922)
Chance M. Vought, ein ehemaliger leitender Ingenieur bei Curtiss gründete 1917 mit Birdseye Lewis die Lewis and Vought Corporation mit Sitz in Astoria (New York). 1919 wurde das Unternehmen nach Long Island verlegt.

### Chance Vought Corporation (1922–1928)

Als 1922 Lewis ausschied, benannte Vought die Firma in Chance Vought Corporation um. Vought entwarf zwei erfolgreiche Modelle für die United States Navy, die VE-7, von der 128 Maschinen produziert wurden und die O2U Corsair, die 580 mal gebaut wurde.

### United Aircraft and Transport Corporation (1928–1934)
1928 erwarb die United Aircraft and Transport Corporation Vought. Hinter United standen Boeing und der Triebwerkshersteller Pratt & Whitney, die Vought, Sikorsky, Stearman Aircraft Corporation, die Propellerhersteller Hamilton Aero Manufacturing Company und Standard Steel Propeller Company gekauft hatten. Ebenso kauften sie verschiedene Fluggesellschaften, aus denen sie die United Air Lines bildeten. Als Vought 1930 an einer Blutvergiftung starb, verlegte United das Unternehmen nach East Hartford (Connecticut).

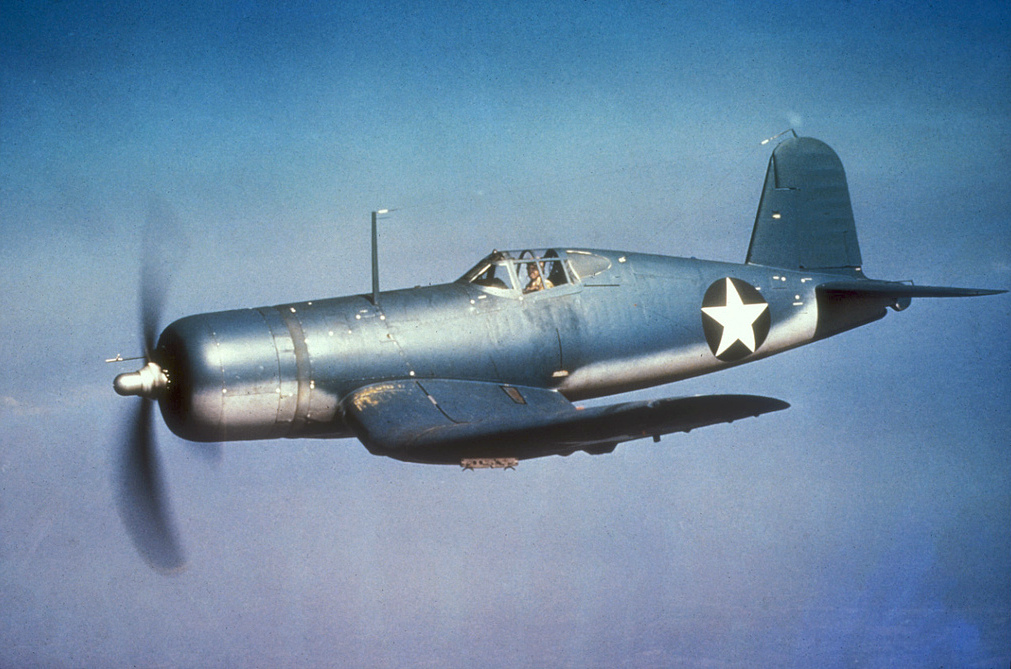
Vought F4U Corsair

### United Aircraft Corporation (1934–1954)
1934 wurde United Aircraft and Transport Corporation infolge des Luftpost-Skandals aufgelöst. Aus den an der amerikanischen Ostküste gelegenen Unternehmensteilen entstand die United Aircraft Corporation. Vought wurde nach Stratford (Connecticut) zu Sikorsky verlegt und bildete nun „Vought Sikorsky Aircraft“. Unter der Leitung von Rex Beisel entstand hier Ende der 1930er Jahre die F4U Corsair, von der von 1942 bis 1952 12.571 Flugzeuge gebaut wurden. 1942 wurde Vought wieder von Sikorsky getrennt. 1949 wurde Vought auf Wunsch der U.S. Navy in ein ehemaliges Werk der North American Aviation in Dallas verlegt, um die Flugzeugproduktion im Kriegsfall weniger angreifbar zu machen.

### Chance Vought Aircraft (1954–1960)
1954 wurde Vought als „Chance Vought Aircraft Inc.“ wieder eigenständig. Das erfolgreichste in den 1950ern entwickelte Muster war das Jagdflugzeug F-8 Crusader. Vought war ebenso erfolgreich in die Entwicklung von Lenkwaffen eingestiegen und produzierte den Marschflugkörper Regulus für die U.S. Navy.

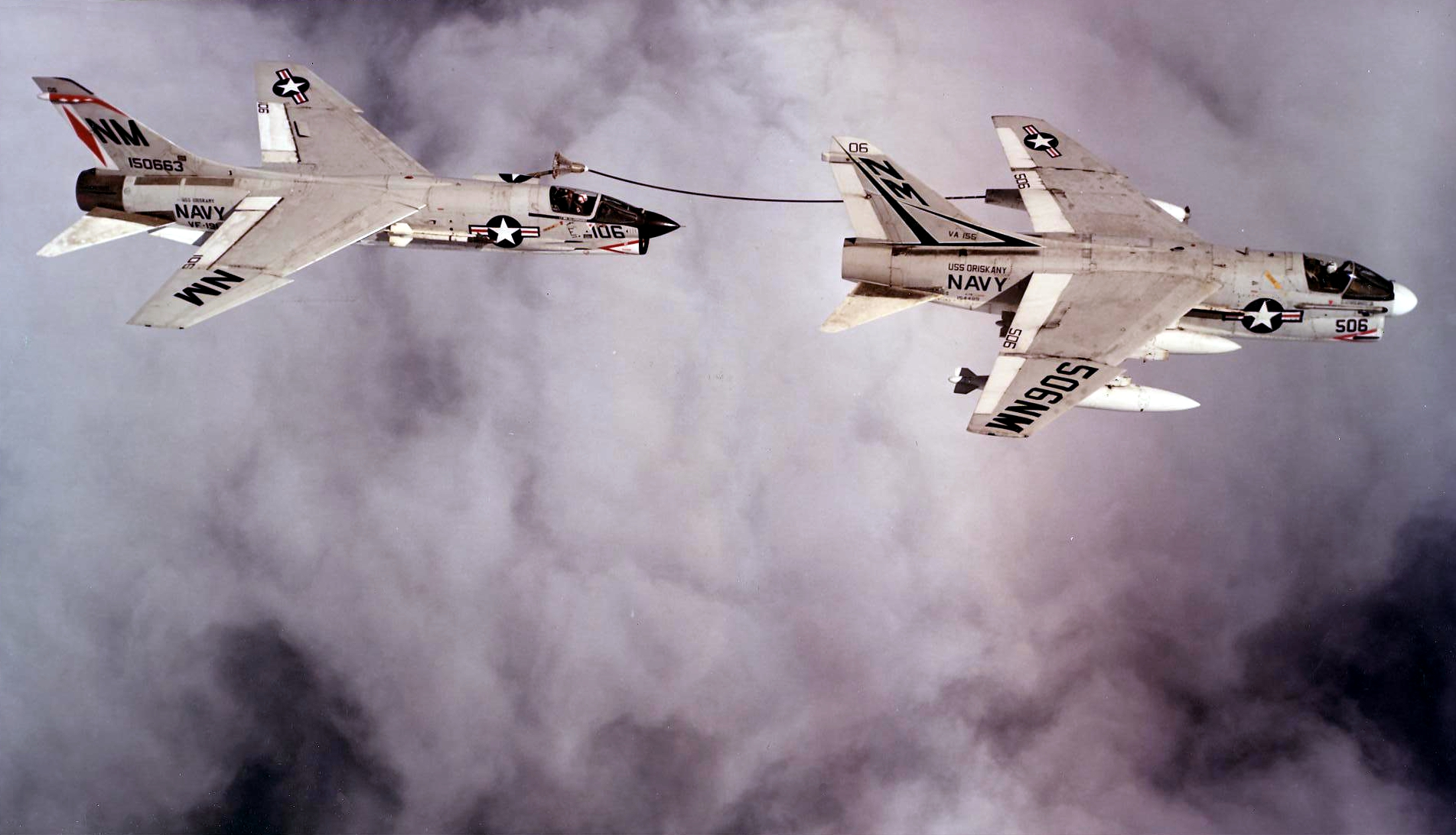
Vought F-8 Crusader und A-7 Corsair II

### Ling-Temco-Vought (1960–1992)
1960 erwarb James Ling Vought und formte durch weitere Zukäufe „Ling-Temco-Vought (LTV)“. Voughts Abteilungen „Vought Aeronautics“ und „Vought Missiles“ existierten weiter unter LTV, bekanntestes Produkt von LTV ist der Jagdbomber A-7 Corsair II. 1972 wurden die beiden Abteilungen von Vought zu „Vought Systems“ zusammengelegt, 1976 wurde LTV in „Vought Corporation“ umbenannt und 1983 wieder in „LTV Aerospace and Defense“. Mit dem Auslaufen der A-7-Produktion begannen für Vought schwierige Zeiten.

### Northrop Grumman (1992–2000)
1992 erwarben Northrop und die Carlyle Group je 50 % des Flugzeugherstellers Vought. Die Lenkwaffen-Abteilung wurde an die Loral Corporation verkauft und ist heute Teil von Lockheed Martin. 1994 kaufte Northrop Grumman den Anteil der Carlyle-Gruppe.

### Carlyle Group (2000–2010)
2000 kaufte die Carlyle Group wiederum Vought von Northrop Grumman und nannte das Unternehmen „Vought Aircraft Industries“. Vought ist heute vor allem Zulieferer für Boeing. 2003 wurde die „Aerostructures Corporation“ in Nashville hinzugekauft, die Teile für Airbus herstellt. Vought baut ebenso Komponenten der Kampfflugzeuge Lockheed Martin F-22 und Lockheed Martin F-35. Im Juli 2009 kaufte Boeing ein Werk von Vought in North Charleston (South Carolina).

### Triumph Group (seit 2010)
Im Juli 2010 wurde bekannt, dass Carlyle Vought an die Triumph Group für $ 1,44 Mrd. verkauft hat. Vought firmiert nun unter „Triumph Aerostructures-Vought Aircraft Division“.